# Streptosyllis websteri
Streptosyllis websteri är en ringmaskart som beskrevs av Rowland Southern 1914. Streptosyllis websteri ingår i släktet Streptosyllis och familjen Syllidae. Arten är reproducerande i Sverige. Inga underarter finns listade i Catalogue of Life.